# Cá mó vằn đuôi
Suezichthys gracilis, tên thông thường là cá mó vằn đuôi, là một loài cá biển thuộc chi Suezichthys trong họ Cá bàng chài. Loài này được mô tả lần đầu tiên vào năm 1887.

## Từ nguyên
Từ định danh của loài cá này trong tiếng Latinh có nghĩa là "ốm, mảnh mai", có lẽ hàm ý đề cập đến cơ thể dẹt của chúng.

## Phạm vi phân bố và môi trường sống
S. gracilis có phạm vi phân bố tập trung ở Tây Thái Bình Dương. Loài này được ghi nhận tại vùng biển phía nam Nhật Bản; phía nam Hàn Quốc; bờ đông Trung Quốc và đảo Đài Loan; dọc theo bờ biển Việt Nam. S. gracilis chỉ được ghi nhận một lần duy nhất ở Tây Bắc Ấn Độ Dương, khi loài này được phát hiện tại vịnh Ả Rập thuộc bờ biển Oman. Quần thể trước đây được cho là của S. gracilis ở Đông Úc và Nouvelle-Calédonie đã được xác định là của Suezichthys devisi.
Loài này sinh sống xung quanh các rạn san hô và các mỏm đá trên nền đáy cát ở độ sâu trong khoảng từ 10 đến 45 m.

## Mô tả
S. gracilis có chiều dài cơ thể tối đa được ghi nhận là 16 cm. Vây đuôi cụt hoặc bo tròn. Cá cái màu trắng với một dải sọc màu nâu cam (thường đứt đoạn) dọc theo thân trên, kết thúc bởi một đốm đen nhỏ trên gốc đuôi (cá đực không có); từ trên mắt, một sọc màu nâu cam hẹp hơn (cũng đứt đoạn) dọc theo lưng đến cuống đuôi. Phần trước của vây lưng không có đốm ở cá cái, nhưng có ở cá đực. Cá đực có một dải màu cam hình chữ V viền xanh lam ở vây đuôi.
Số gai ở vây lưng: 9; Số tia vây ở vây lưng: 11; Số gai ở vây hậu môn: 3; Số tia vây ở vây hậu môn: 10; Số tia vây ở vây ngực: 13–14; Số gai ở vây bụng: 1; Số tia vây ở vây bụng: 5; Số vảy đường bên: 25–26; Số lược mang: 15–20.

## Hành vi và tập tính
Thức ăn của S. gracilis là các loài thủy sinh không xương sống (như động vật chân đốt, động vật giáp xác và giun nhiều tơ).